# Mina morska SM-5

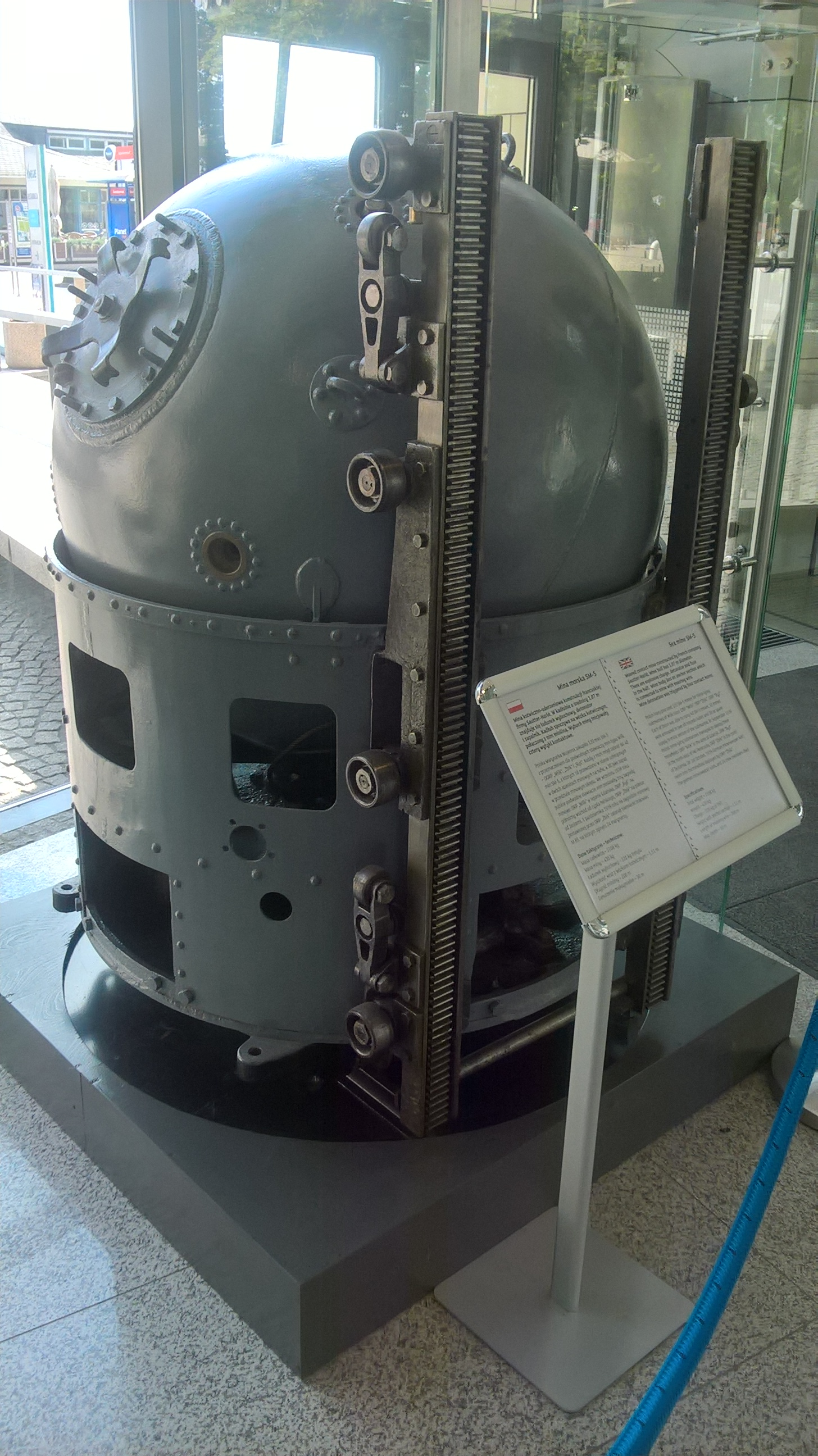
Mina morska SM-5 w zbiorach Muzeum Marynarki Wojennej w Gdyni

SM-5 – mina morska konstrukcji francuskiej, będąca na uzbrojeniu Marynarki Wojennej w 1939 roku.
Mina morska SM-5 została skonstruowana we francuskiej firmie Satter-Harle (pod oznaczeniem producenta H5) i zakupiona przez PMW z przeznaczeniem dla podwodnych stawiaczy min typu Wilk. W Polsce dokonano pewnych modyfikacji konstrukcji wózka kotwicznego, dzięki czemu możliwe było użycie jej również z okrętów nawodnych.
Każdy z trzech polskich podwodnych stawiaczy min mógł zabrać do 40 min SM-5, z których dziesięć przewożonych było w stanie uzbrojonym w dwóch aparatach minowych na rufie, 30 jako zapas w przedziale minowym. W czasie pokoju, dla uniknięcia niedogodności związanych z konserwacją aparatów minowych, zazwyczaj nie ładowano do nich pełnego ładunku, przewożąc 38 min, lub tylko 30 zapasu w przedziale minowym. Polska zakupiła u producenta 120 sztuk SM-5, czyli pełny jednorazowy zapas dla trzech okrętów. Produkcji w kraju, pomimo poczynionych przygotowań, nie uruchomiono.
We wrześniu 1939 roku polskie podwodne stawiacze min postawiły, zgodnie z otrzymanymi rozkazami, trzy zagrody minowe (łącznie 50 min SM-5), w rejonie Gdańska („Wilk”), na północny wschód od cypla helskiego („Ryś”) i na północ od Jastarni („Żbik”). Na tej ostatniej zatonął 1 października 1939 roku trałowiec M 85, na którym zginęło 23 marynarzy.

## Konstrukcja
SM-5 była miną kotwiczno-uderzeniową z hydrostatycznym (działającym na zasadzie różnicy ciśnień) przyrządem głębokości. Jej głównym elementem była kula z blachy stalowej o średnicy zewnętrznej 1,07 m, wewnątrz której znajdowały się: ładunek wybuchowy, detonator i zapalnik. Elementami inicjującymi wybuch były cztery wytyki, umieszczone w gniazdach w górnej półkuli kadłuba, które wysuwały się na zewnątrz dopiero po postawieniu miny w wodzie i ustaniu działania bezpiecznika glicerynowego. Kulisty kadłub spoczywał na wózku kotwicznym, z którym był połączony minliną.
- masa całkowita: 1108 kg
- masa miny: 430 kg
- ładunek wybuchowy: 220 kg trotylu
- ładunek detonatora: 0,75 kg melinitu
- wysokość wraz z wózkiem kotwicznym: 1,51 m
- długość minliny: 200 m
- zanurzenie maksymalne: 30 m